# NGC 743
NGC 743 is een open sterrenhoop in het sterrenbeeld Cassiopeia. Het hemelobject werd op 29 september 1829 ontdekt door de Britse astronoom John Herschel. Door de schaarste aan sterren en de enigszins driehoekige vorm van deze sterrenhoop kunnen we dit object in de categorie telescopische asterismen rangschikken.

## Synoniem
- OCL 343